# Vallisneria erecta
Vallisneria erecta là một loài thực vật có hoa trong họ Hydrocharitaceae. Loài này được S.W.L.Jacobs mô tả khoa học đầu tiên năm 2008.